# Општина Салто де Агва (Чијапас)
Салто де Агва (шп. Salto de Agua) општина је у Мексику у савезној држави Чијапас. Општина се налази на надморској висини од 18 м.

## Становништво
Према подацима из 2010. у општини је живело 57253 становника.

### Хронологија
| Година       | 2000                  | 2005                  | 2010                  |
| ------------ | --------------------- | --------------------- | --------------------- |
| Становништво | 49300 (24697 / 24603) | 53547 (26695 / 26852) | 57253 (28433 / 28820) |

### Попис
| \| \| м \| \| \| ж \| \| 0—2 \| 1.946 \| \| \| 1.902 \| \| 3—5 \| 2.107 \| \| \| 2.100 \| \| 6—11 \| 4.524 \| \| \| 4.344 \| \| 12—14 \| 2.389 \| \| \| 2.179 \| \| 15—17 \| 2.158 \| \| \| 2.111 \| \| 18—24 \| 3.639 \| \| \| 3.919 \| \| 60+ \| 1.985 \| \| \| 1.773 \| \| Просек : \| 25,2 \| \| \| 25,6 \| |       |  |  |       |
| |       |  |  |       |
| | м     |  |  | ж     |
| 0—2 | 1.946 |  |  | 1.902 |
| 3—5 | 2.107 |  |  | 2.100 |
| 6—11 | 4.524 |  |  | 4.344 |
| 12—14 | 2.389 |  |  | 2.179 |
| 15—17 | 2.158 |  |  | 2.111 |
| 18—24 | 3.639 |  |  | 3.919 |
| 60+ | 1.985 |  |  | 1.773 |
| Просек : | 25,2  |  |  | 25,6  |

| #   | Индикатор                                                                                        | Вредност |
| --- | ------------------------------------------------------------------------------------------------ | -------- |
| 1   | Становништво од 0 до 2 године                                                                    | 3848     |
| 2   | Мушко становништво од 0 до 2 године                                                              | 1946     |
| 3   | Женско становништво од 0 до 2 године                                                             | 1902     |
| 4   | Становништво са 3 и више година                                                                  | 52879    |
| 5   | Мушко становништво са 3 и више година                                                            | 26224    |
| 6   | Женско становништво са 3 и више година                                                           | 26655    |
| 7   | Становништво са 5 и више година                                                                  | 50037    |
| 8   | Мушко становништво са 5 и више година                                                            | 24812    |
| 9   | Женско становништво са 5 и више година                                                           | 25225    |
| 10  | Становништво са 12 и више година                                                                 | 39804    |
| 11  | Мушко становништво са 12 и више година                                                           | 19593    |
| 12  | Женско становништво са 12 и више година                                                          | 20211    |
| 13  | Становништво са 15 и више година                                                                 | 35236    |
| 14  | Мушко становништво са 15 и више година                                                           | 17204    |
| 15  | Женско становништво са 15 и више година                                                          | 18032    |
| 16  | Становништво са 18 и више година                                                                 | 30967    |
| 17  | Мушко становништво са 18 и више година                                                           | 15046    |
| 18  | Женско становништво са 18 и више година                                                          | 15921    |
| 19  | Становништво од 3 до 5 година                                                                    | 4207     |
| 20  | Мушко становништво од 3 до 5 година                                                              | 2107     |
| 21  | Женско становништво од 3 до 5 година                                                             | 2100     |
| 22  | Становништво од 6 до 11 година                                                                   | 8868     |
| 23  | Мушко становништво од 6 до 11 година                                                             | 4524     |
| 24  | Женско становништво од 6 до 11 година                                                            | 4344     |
| 25  | Становништво од 8 до 14 година                                                                   | 10566    |
| 26  | Мушко становништво од 8 до 14 година                                                             | 5474     |
| 27  | Женско становништво од 8 до 14 година                                                            | 5092     |
| 28  | Становништво од 12 до 14 година                                                                  | 4568     |
| 29  | Мушко становништво од 12 до 14 година                                                            | 2389     |
| 30  | Женско становништво од 12 до 14 година                                                           | 2179     |
| 31  | Становништво од 15 до 17 година                                                                  | 4269     |
| 32  | Мушко становништво од 15 до 17 година                                                            | 2158     |
| 33  | Женско становништво од 15 до 17 година                                                           | 2111     |
| 34  | Становништво од 18 до 24 године                                                                  | 7558     |
| 35  | Мушко становништво од 18 до 24 године                                                            | 3639     |
| 36  | Женско становништво од 18 до 24 године                                                           | 3919     |
| 37  | Женско становништво од 15 до 49 година                                                           | 14571    |
| 38  | Становништво са 60 и више година                                                                 | 3758     |
| 39  | Мушко становништво са 60 и више година                                                           | 1985     |
| 40  | Женско становништво са 60 и више година                                                          | 1773     |
| 41  | Однос између мушкараца и жена                                                                    | 98.66    |
| 42  | Становништво од нуле до 14 година                                                                | 21491    |
| 43  | Становништво од 15 до 64 године                                                                  | 32786    |
| 44  | Становништво од 65 година и више                                                                 | 2450     |
| 45  | Просечан број деце                                                                               | 2.81     |
| 46  | Становништво рођено у ентитету                                                                   | 55417    |
| 47  | Мушко становништво рођено у ентитету                                                             | 27521    |
| 48  | Женско становништво рођено у ентитету                                                            | 27896    |
| 49  | Становништво рођено у другом ентитету                                                            | 1104     |
| 50  | Мушко становништво рођено у другом ентитету                                                      | 535      |
| 51  | Женско становништво рођено у другом ентитету                                                     | 569      |
| 52  | Становништво од 5 година и више резидентно у ентитету у јуну 2005. године                        | 49544    |
| 53  | Мушко становништво старосног доба од 5 година и више, резидентно у ентитету у јуну 2005. године  | 24559    |
| 54  | Женско становништво старосног доба од 5 и више година, резидентно у ентитету у јуну 2005. године | 24985    |
| 55  | Становништво од 5 година и више које је живело у другом ентитету у јуну 2005. године             | 272      |
| 56  | Мушко становништво старије од 5 година које је живело у другом ентитету у јуну 2005. године      | 131      |
| 57  | Женско становништво старије од 5 година које је живело у другом ентитету у јуну 2005. године     | 141      |
| 58  | Становништво од 3 године и више које говори аутохтони језик                                      | 44407    |
| 59  | Мушко становништво старо 3 године и више које говори аутохтони језик                             | 22155    |
| 60  | Женско становништво старо 3 године и више које говори аутохтони језик                            | 22252    |
| 61  | Становништво од 3 године и више које говори аутохтони језик и не говори шпански језик            | 13904    |
| 62  | Мушко становништво старо 3 године и више које говори аутохтони језик и не говори шпански         | 4985     |
| 63  | Женско становништво старо 3 године и више које говори аутохтони језик и не говори шпански језик  | 8919     |
| 64  | Становништво старо 3 године и више које говори аутохтони језик и шпански                         | 30243    |
| 65  | Мушко становништво старо 3 године и више које говори аутохтони језик и шпански                   | 17046    |
| 66  | Женско становништво старо 3 године и више које говори аутохтони језик и шпански                  | 13197    |
| 67  | Становништво од 5 година и више које говори аутохтони језик                                      | 42075    |
| 68  | Становништво од 5 година и више које говори аутохтони језик и не говори шпански језик            | 12109    |
| 69  | Становништво од 5 година и више које говори аутохтони језик и говори шпански језик               | 29739    |
| 70  | Становништво у домородачким домаћинствима                                                        | 50022    |
| 71  | Становништво са ограничењима у активностима                                                      | 769      |
| 72  | Становништво са ограниченим ходањем или кретањем, горе или доле                                  | 333      |
| 73  | Становници са ограничењима вида, чак и уз кориштење сочива                                       | 192      |
| 74  | Становништво са ограничењима говора, комуникације или конверзације                               | 135      |
| 75  | Становништво са ограниченим слухом                                                               | 64       |
| 76  | Становништво са ограничењима при одевању, купању или јелу                                        | 25       |
| 77  | Становништво са ограничењима у опажању или учењу једноставних ствари                             | 26       |
| 78  | Становништво са менталним ограничењима                                                           | 107      |
| 79  | Становништво без ограничења активности                                                           | 55416    |
| 80  | Становништво од 3 до 5 година које не похађа школу                                               | 1643     |
| 81  | Мушко становништво од 3 до 5 година које не похађа школу                                         | 831      |
| 82  | Женско становништво од 3 до 5 година које не похађа школу                                        | 812      |
| 83  | Становништво од 6 до 11 година које не похађа школу                                              | 423      |
| 84  | Мушко становништво од 6 до 11 година које не похађа школу                                        | 211      |
| 85  | Женско становништво од 6 до 11 година које не похађа школу                                       | 212      |
| 86  | Становништво од 12 до 14 година које не похађа школу                                             | 468      |
| 87  | Мушко становништво од 12 до 14 година које не похађа школу                                       | 174      |
| 88  | Женско становништво од 12 до 14 година које не похађа школу                                      | 294      |
| 89  | Становништво од 15 до 17 година похађа школу                                                     | 2846     |
| 90  | Мушко становништво од 15 до 17 година похађа школу                                               | 1549     |
| 91  | Женско становништво између 15 и 17 година живота у школи                                         | 1297     |
| 92  | Становништво од 18 до 24 године похађа школу                                                     | 1175     |
| 93  | Мушко становништво од 18 до 24 године похађа школу                                               | 645      |
| 94  | Женско становништво од 18 до 24 године похађа школу                                              | 530      |
| 95  | Становништво од 8 до 14 година које не може да чита и пише                                       | 940      |
| 96  | Мушко становништво старосног доба од 8 до 14 година које не може да чита и пише                  | 487      |
| 97  | Женско становништво старосног доби од 8 до 14 година које не може да чита и пише                 | 453      |
| 98  | Становништво од 15 година и више које је неписмено                                               | 10098    |
| 99  | Мушко становништво од 15 година и више које је неписмено                                         | 3258     |
| 100 | Женско становништво од 15 година и више које је неписмено                                        | 6840     |
| 101 | Становништво старо 15 и више година без школовања                                                | 8905     |
| 102 | Мушко становништво старо 15 и више година без школовања                                          | 2936     |
| 103 | Женско становништво старо 15 и више година без школовања                                         | 5969     |
| 104 | Становништво старосног доба 15 и више година са непотпуним основним образовањем                  | 7778     |
| 105 | Мушко становништво старосног доба од 15 година и више са непотпуном основним образовањем         | 3905     |
| 106 | Женско становништво старосног доба 15 и више година са непотпуном основним образовањем           | 3873     |
| 107 | Становништво старо 15 и више година са комплетним основним образовањем                           | 5199     |
| 108 | Мушко становништво старо 15 година и више са комплетним основним образовањем                     | 2851     |
| 109 | Женско становништво старо 15 и више година са комплетним основним образовањем                    | 2348     |
| 110 | Становништво старосног доба 15 и више година са непотпуним средњим образовањем                   | 2074     |
| 111 | Мушко становништво старосног доба од 15 година и више са непотпуним средњим образовањем          | 1200     |
| 112 | Женско становништво старосног доба од 15 година и више са непотпуним средњим образовањем         | 874      |
| 113 | Становништво старо 15 и више година са пуним секундарном образовањем                             | 5646     |
| 114 | Мушко становништво старосног доба од 15 година и више са пуним секундарном образовањем           | 3107     |
| 115 | Женско становништво старосног доба од 15 година и више са пуним секундарном образовањем          | 2539     |
| 116 | Становништво старије од 18 година са постосновним образовањем                                    | 4393     |
| 117 | Мушко становништво старије од 18 година са постосновним образовањем                              | 2541     |
| 118 | Женско становништво старије од 18 година са постосновним образовањем                             | 1852     |
| 119 | Просечна оцена школовања                                                                         | 5.34     |
| 120 | Просечан ниво образовања мушке популације                                                        | 6.07     |
| 121 | Просечан ниво образовања женског становништва                                                    | 4.65     |
| 122 | Економски активно становништво                                                                   | 15923    |
| 123 | Економски активна мушка популација                                                               | 14667    |
| 124 | Економски активна женска популација                                                              | 1256     |
| 125 | Становништво које није економски активно                                                         | 23641    |
| 126 | Мушко становништво које није економски активно                                                   | 4807     |
| 127 | Женско становништво које није економски активно                                                  | 18834    |
| 128 | Запослено становништво                                                                           | 15813    |
| 129 | Запослено мушко становништво                                                                     | 14574    |
| 130 | Запослено женско становништво                                                                    | 1239     |
| 131 | Незапослена популација                                                                           | 110      |
| 132 | Незапослена мушка популација                                                                     | 93       |
| 133 | Незапослена женска популација                                                                    | 17       |
| 134 | Становништво без права на здравствене услуге                                                     | 20660    |
| 135 | Становништво које има право на здравствене услуге                                                | 35845    |
| 136 | Становништво које има право на ИМСС                                                              | 6113     |
| 137 | Становништво које има право на социјално осигурање                                               | 1183     |
| 138 | Становништво које има право на државно социјално осигурање                                       | 123      |
| 139 | Становништво које има право на опште осигурање или здравствено осигурање за нову генерацију      | 27382    |
| 140 | Становништво које је било једном или није било у браку током 12 година и више                    | 15751    |
| 141 | Венчано или уједињено становништво од 12 година и више                                           | 22021    |
| 142 | Становништво које је било у браку или уједињено 12 година и више                                 | 1967     |
| 143 | Становништво са католичком религијом                                                             | 23778    |
| 144 | Протестанти, еванђелисти и библијски следбеници различити од еванђелиста                         | 27059    |
| 145 | Становништво са другим религијама различитим од претходних                                       | 18       |
| 146 | Становништво без религије                                                                        | 4049     |
| 147 | Укупно пописаних домаћинства                                                                     | 11302    |
| 148 | Пописна домаћинства на челу са мушкарцима                                                        | 10076    |
| 149 | Пописна домаћинства на челу са женама                                                            | 1226     |
| 150 | Становништво у пописним домаћинствима                                                            | 56731    |
| 151 | Становништво у пописним домаћинствима на челу са мушкарцима                                      | 52067    |
| 152 | Становништво у пописним домаћинствима на челу са женама                                          | 4664     |
| 153 | Укупно домаћинстава                                                                              | 12768    |
| 154 | Укупно насељених домаћинстава                                                                    | 11476    |
| 155 | Укупно приватних кућа                                                                            | 12594    |
| 156 | Насељени приватни домови                                                                         | 11302    |
| 157 | Укупно насељених приватних кућа                                                                  | 11476    |
| 158 | Ненасељене приватне куће                                                                         | 846      |
| 159 | Појединачна домаћинства за привремену употребу                                                   | 446      |
| 160 | Становници у насељеним приватним кућама                                                          | 56731    |
| 161 | Насељеност станара у приватним становима                                                         | 5.02     |
| 162 | Просечно становника по соби у приватним насељеним домаћинствима                                  | 1.93     |
| 163 | Појединачна домаћинства са подовима од различитих материјала од земље                            | 9332     |
| 164 | Појединачна домаћинства у приземљу                                                               | 1910     |
| 165 | Појединачна домаћинства са једном спаваћом собом                                                 | 6972     |
| 166 | Појединачна домаћинства са две спаваће собе и више                                               | 4274     |
| 167 | Појединачна домаћинства са једним собом                                                          | 836      |
| 168 | Појединачна домаћинства са две собе                                                              | 5380     |
| 169 | Појединачна домаћинства са 3 собе и више                                                         | 5007     |
| 170 | Појединачна домаћинства која имају електрично светло                                             | 10518    |
| 171 | Појединачна домаћинства која немају електрично светло                                            | 713      |
| 172 | Појединачна домаћинства која имају водоводну воду у стамбеном простору                           | 9017     |
| 173 | Појединачна домаћинства која немају водоводну воду у стамбеном простору                          | 2224     |
| 174 | Појединачна домаћинства која имају тоалет                                                        | 9105     |
| 175 | Појединачна домаћинства која имају канализацију                                                  | 7998     |
| 176 | Појединачна домаћинства која немају канализацију                                                 | 3174     |
| 177 | Појединачна домаћинства која имају електрично светло, довод воде из јавне мреже и канализацију   | 6807     |
| 178 | Појединачна домаћинства без икаквих услова                                                       | 3159     |
| 179 | Појединачна домаћинства која имају радио                                                         | 5876     |
| 180 | Појединачна домаћинства која имају телевизор                                                     | 5510     |
| 181 | Појединачна домаћинства која имају фрижидер                                                      | 3609     |
| 182 | Појединачна домаћинства која имају машину за веш                                                 | 1011     |
| 183 | Појединачна домаћинства која имају аутомобил или комби                                           | 396      |
| 184 | Појединачна домаћинства која имају рачунар                                                       | 290      |
| 185 | Појединачна домаћинства која имају фиксну телефонску линију                                      | 627      |
| 186 | Појединачна домаћинства која имају мобилни телефон                                               | 1189     |
| 187 | Појединачна домаћинства која имају приступ интернету                                             | 95       |